# Linaria diffusa
Linaria diffusa är en grobladsväxtart som beskrevs av Johann Centurius von Hoffmannsegg och Link. Linaria diffusa ingår i släktet sporrar, och familjen grobladsväxter. Inga underarter finns listade i Catalogue of Life.

## Bildgalleri

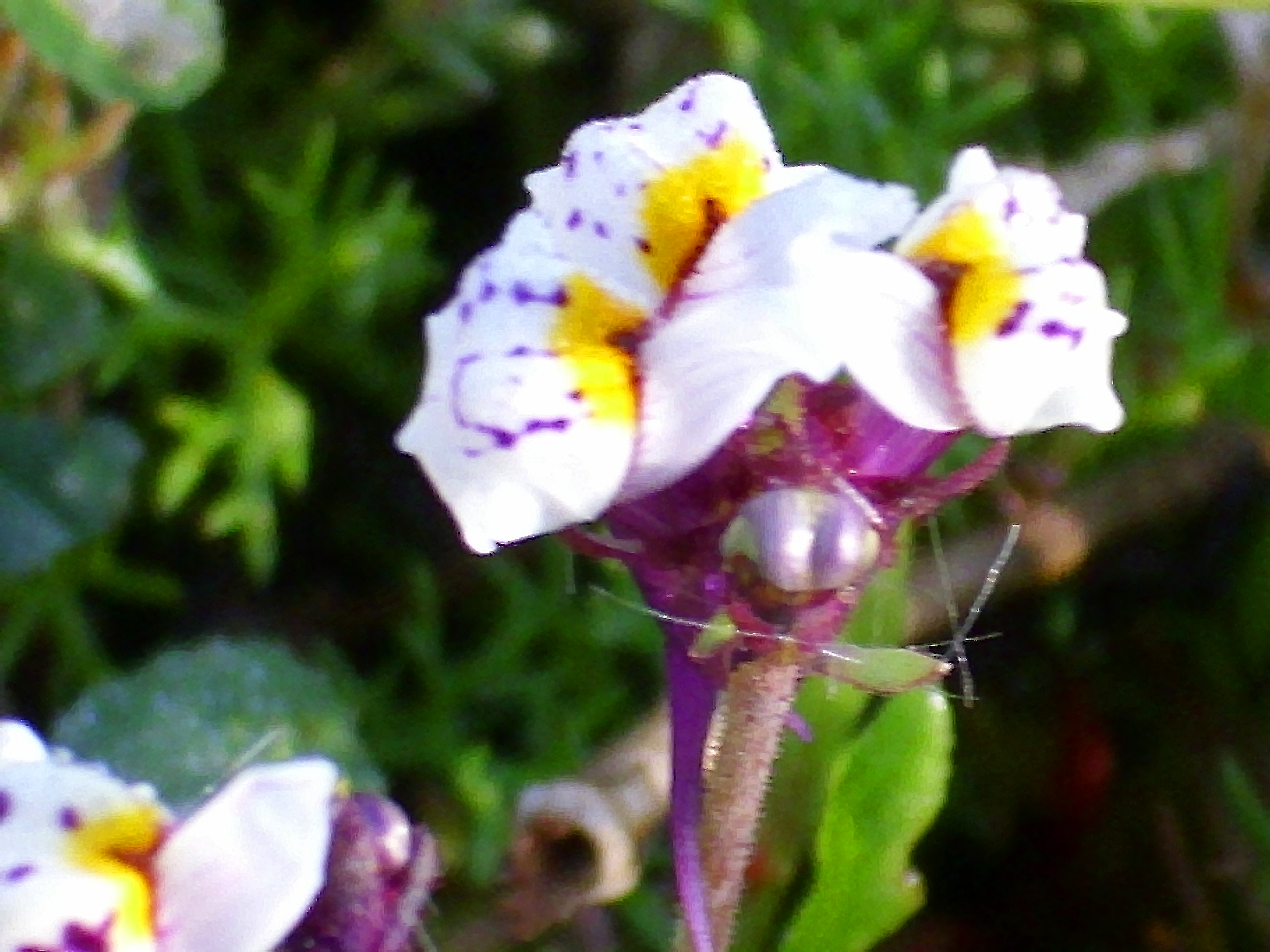
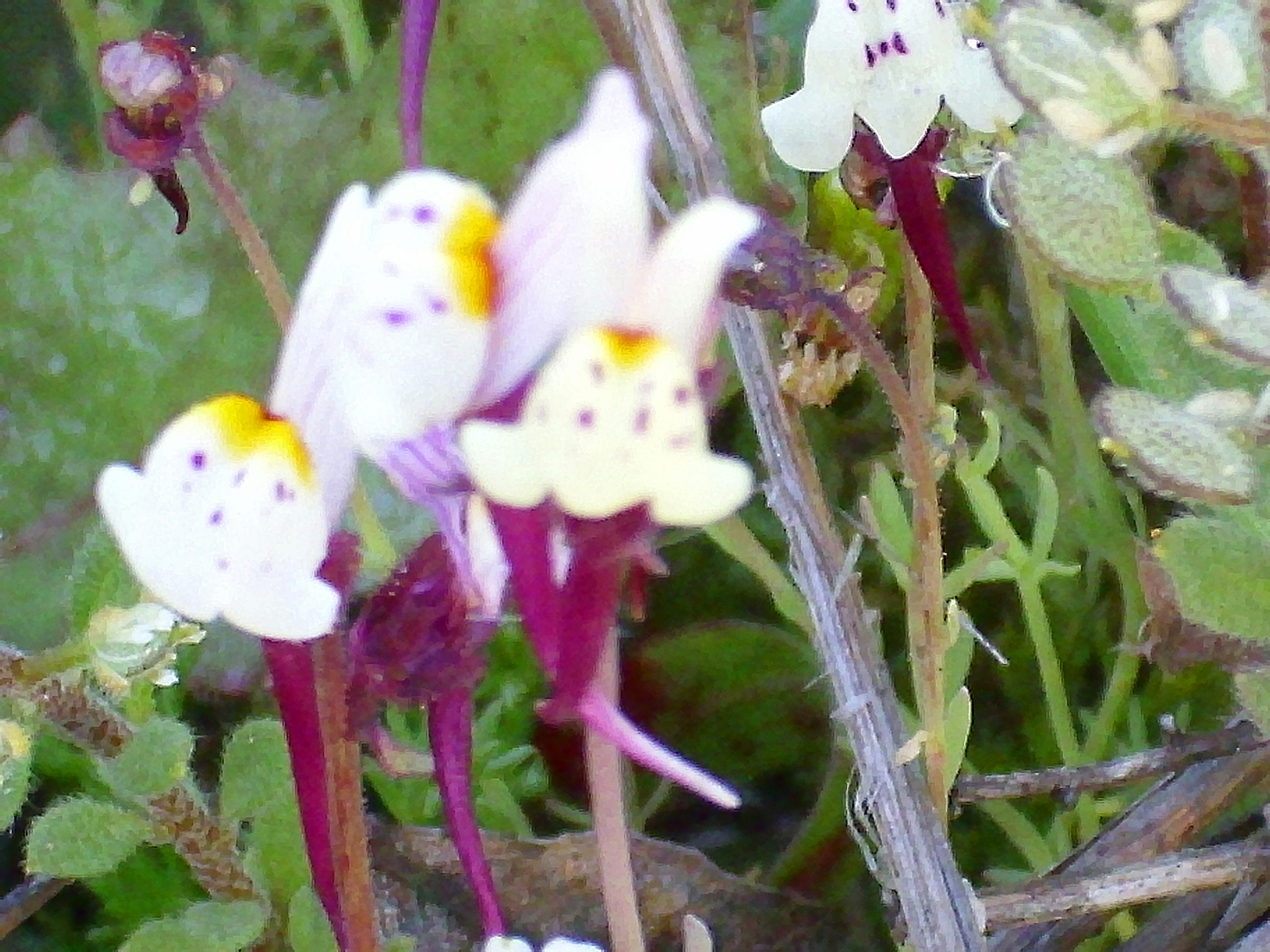
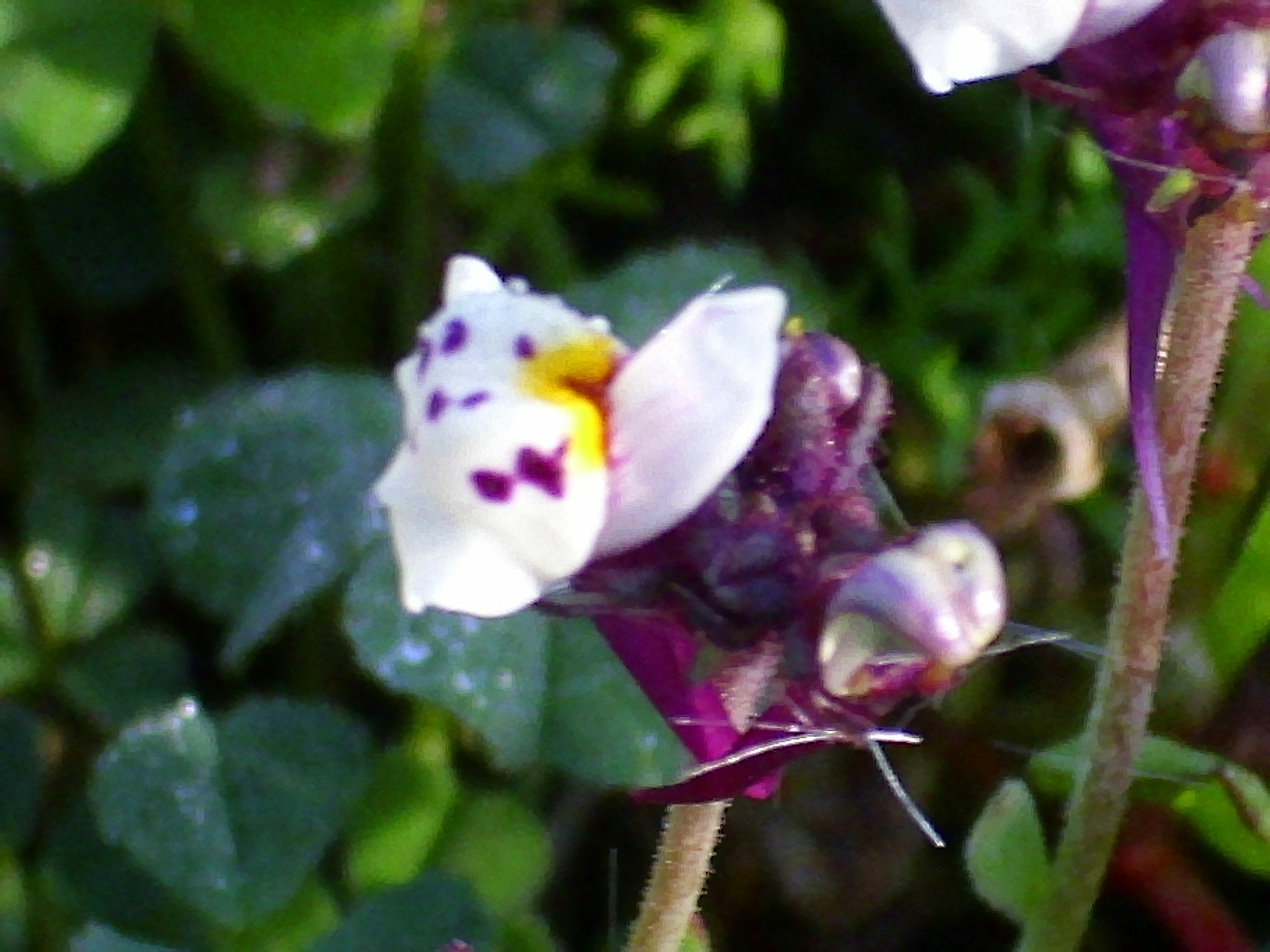
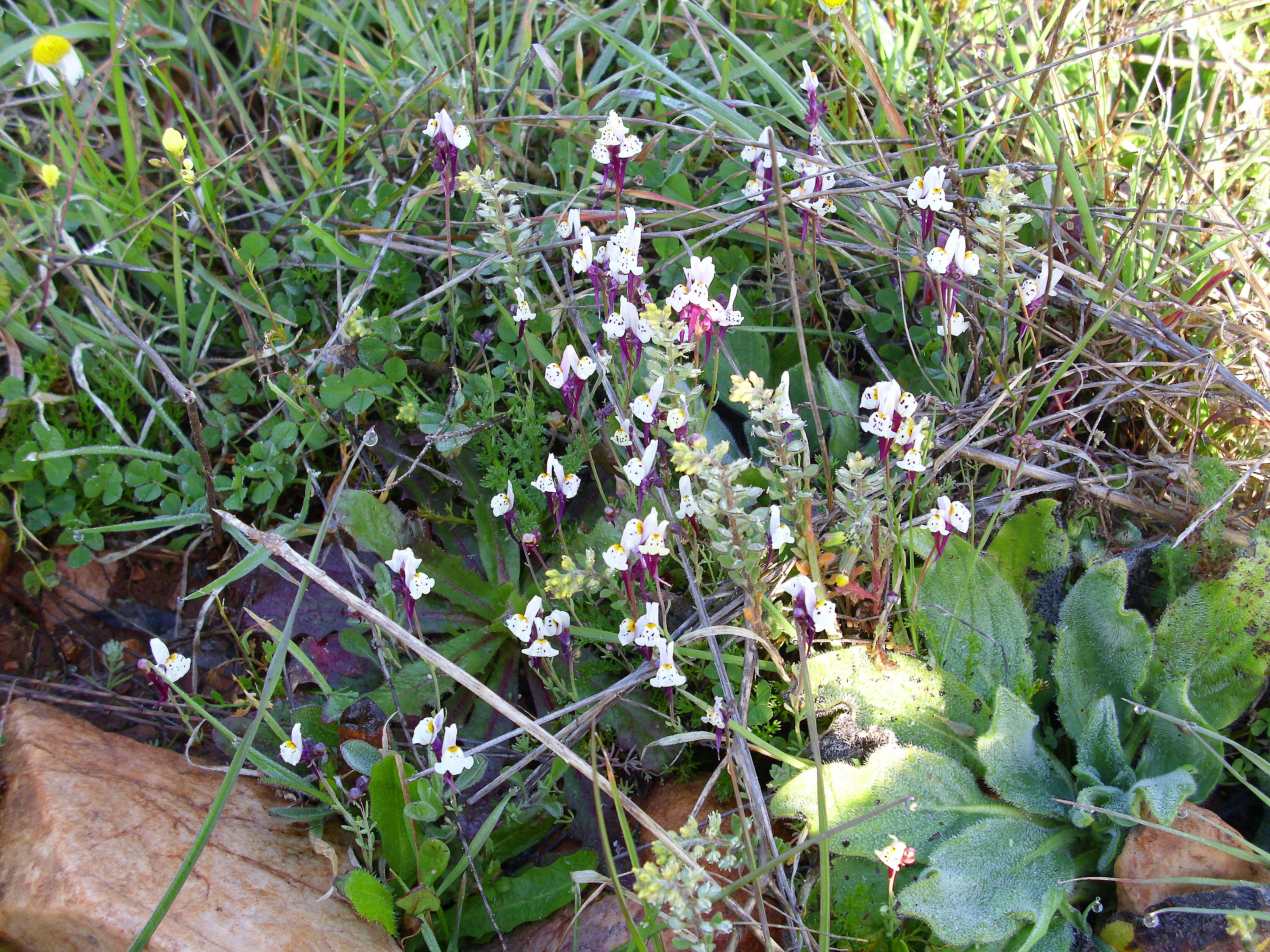